# Georges Rousse
Georges Rousse (nacido el 28 de julio de 1947) es un fotógrafo, pintor y creador de instalaciones francés. Actualmente vive en París.

## Primeros años de vida
Cuando tenía 9 años, recibió una cámara Kodak Brownie como regalo de Navidad; desde entonces, siempre ha tenido una cámara a su lado. Mientras asistía a la escuela de medicina en Niza, decidió estudiar fotografía profesional y técnicas de impresión. Posteriormente abrió su propio estudio dedicado a la fotografía de arquitectura.
Fue tras el descubrimiento de las obras de Land art y el Cuadrado negro sobre fondo blanco de Malévich cuando Rousse decidió intervenir en el campo fotográfico, estableciendo una relación entre la pintura y el espacio.

## Su obra
Rousse convierte edificios abandonados o que pronto serán demolidos, transformándolos en espacios pictóricos, construyendo obras efímeras, visiones de color y forma. Desde su primera exposición en 1981 en la Galerie de France de París, Rousse ha seguido creando instalaciones y fotografías en todo el mundo. Su trabajo se ha exhibido en el Grand Palais, el Museo Hirshhorn y el Museo Nacional de Arte de China, entre otros. En 1988 recibió el Premio del Centro Internacional de Fotografía. En 2008, Georges Rousse sucedió a Sol LeWitt como miembro asociado de la Real Academia de Ciencias, Letras y Bellas Artes de Bélgica.

## Premios
- 1983: Villa Medici «Extramuros», en New York
- 1988: Premio ICP (International Center of Photography), New York[6]
- 1989: Premio de diseño del Salon de Montrouge[7]
- 1992: Bourse Romain-Rolland à Calcutta
- 1993: Gran Premio Nacional de Fotografía (Francia)

## Exposiciones
- Museo J. Paul Getty, Los Ángeles
- Museo del Louvre, París
- Museo Solomon R. Guggenheim, Nueva York
- Museo de Brooklyn, Nueva York
- Museo de Arte Contemporáneo de San Diego, La Jolla, CA
- Museo de Arte Moderno de París, París
- Mumok, Viena
- Colección Menil, Houston, TX
- Colección de fotografía de LaSalle Bank, Chicago[8]